# زردآلویی
زردآلویی یک رنگ زرد مایل به نارنجی روشن است که شبیه به رنگ زردآلو است. با این حال، از زردآلوهای واقعی رنگ‌پریده‌تر است.

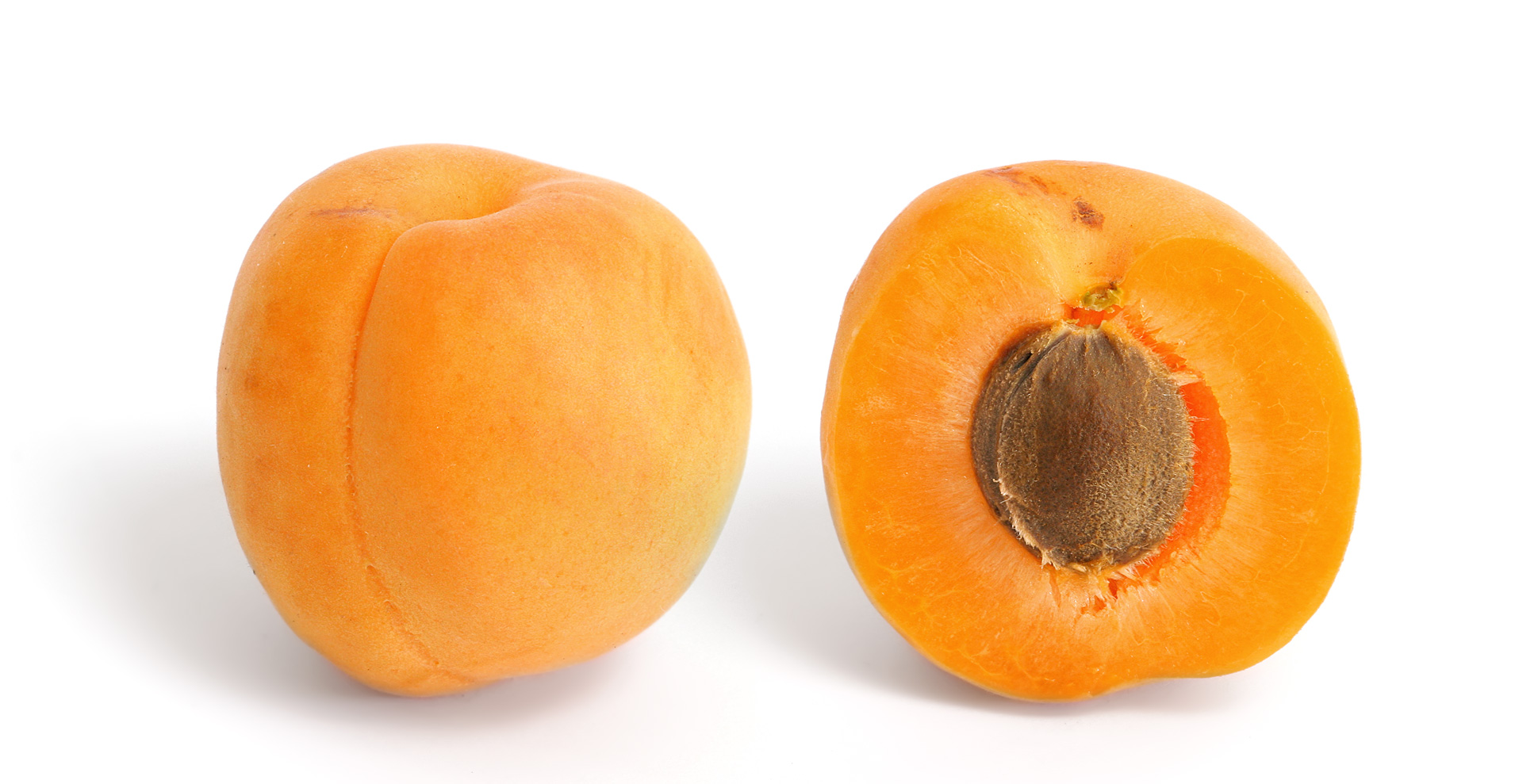
زردآلو و برش آن

ریشه‌شناسی رنگ زردآلویی (و میوه): این کلمه از عربی Al-birquq (خود از یونانی berikokon و در نهایت از لاتین praecoquum) آمده‌است. زردآلویی از سال ۱۸۵۱ به عنوان نام رنگ مورد استفاده قرار گرفته‌است.